# Provincia di Churcampa
La provincia di Churcampa è una provincia del Perù, situata nella regione di Huancavelica.

## Geografia antropica

### Suddivisioni amministrative
È divisa in 11 distretti:
- Churcampa
- Anco
- Chinchihuasi
- Cosme
- El Carmen
- La Merced
- Locroja
- Pachamarca
- Paucarbamba
- San Miguel de Mayocc
- San Pedro de Coris